# Josip Leko
Josip Leko (ur. 19 września 1948 w Plavnie) – chorwacki polityk i prawnik, parlamentarzysta, przewodniczący Zgromadzenia Chorwackiego w latach 2012–2015.

## Życiorys
Z wykształcenia prawnik, ukończył studia na Wydziale Prawa Uniwersytetu w Zagrzebiu. W 1976 zdał państwowy egzamin prawniczy, a w 1993 egzamin adwokacki. Pracował m.in. jako doradca prawny w administracji samorządowej, w latach 1989–1991 był zastępcą dyrektora przedsiębiorstwa handlowego. W latach 90. był etatowym pracownikiem Socjaldemokratycznej Partii Chorwacji. Z listy SDP w 2000, 2003, 2007, 2011 i 2015 uzyskiwał mandat poselski do chorwackiego parlamentu. W 2011 objął stanowisko wiceprzewodniczącego Zgromadzenia Chorwackiego. W 2012 po śmierci Borisa Šprema wybrano go na marszałka parlamentu, funkcję tę pełnił do końca VII kadencji parlamentu.